# Claudia Kuyken
Claudia Kuyken (Almelo, 1967) is een van oorsprong Nederlands glaskunstenaar en glazenier, woonachtig in het Belgische Lommel. Ze is als kunstenares autodidact. Daarnaast heeft ze een eigen bedrijf gehad en twee boeken geschreven.

## Leven en werk
Kuyken heeft in 2013 haar bedrijf WECKENonline.com opgericht, ontstaan uit haar gelijknamige receptensite. Tevens is zij auteur en fotograaf van het Handboek voedsel drogen.
Begin 2021 heeft zij haar bedrijf verkocht en vanaf maart 2021 heeft zij zich toegelegd op glaskunst. Kuyken volgde gedurende twee jaar de opleiding Glaskunst in Lommel in het GlazenHuis. Haar atelier is gevestigd in de Sint-Franciscusstraat aldaar. Ze houdt zich naast haar glaskunst ook bezig met glas in lood, glasgieten (een proces waarbij vloeibaar glas direct in een vorm wordt gegoten), brandschilderen en enkele andere technieken.
Kuyken kreeg na een jaar actief te zijn geweest als glaskunstenaar de kans haar glaskunstwerk The world is beautiful... you only have to look te tonen in het Koninklijk Museum voor Schone Kunsten Antwerpen. Sinds 2021 beoefent Kuyken ook de techniek van glasfusing.

### Publicaties en exposities (selectie)
- 2022 GlazenHuis Lommel
- 2022 GLAS magazine voor glaskunst, Uitgave 2022/2
- 2022 Krant HBVL en het Het Nieuwsblad: Van Kuyken tot Rubens
- 2022/2023 Tentoongesteld glaskunstwerk in het Koninklijk Museum voor Schone Kunsten Antwerpen
- 2023 Kulav Gallery, Lommel[6]
- 2023 Glass Unlimited 2023, Lommel
- 2023 Art Expo, Lommel
- 2023 Galerij CCDA, Lommel
- 2024 Monacobar, Bergeijk
- 2024 Kulav Gallery, Lommel
- 2024 Ensor Expositie, Lommel[7]
- 2025 Expositie Koninklijke Kunstkring Heikracht / fAvoRieTen, in de Cultureel centrum Adelberg, Lommel
- 2025 Expositie Cultuurhuis, Bergeijk [8][9]
- 2025 Lezing in het Cultuurhuis, Bergeijk[10][11]

### Boeken
- 2014 - Handboek voedsel drogen, Uitgeverij WECKENonline, Lommel (2014) ISBN 978-90-8223-547-0
- 2015 - Koken met gedroogd voedsel, Uitgeverij WECKENonline, Lommel (2015) ISBN 978-90-82235-41-8

### Publicaties
- 2022 - Claudia Kuyken exposeert in het KSMKA[12][13][14]

## Glaskunstwerken (selectie)

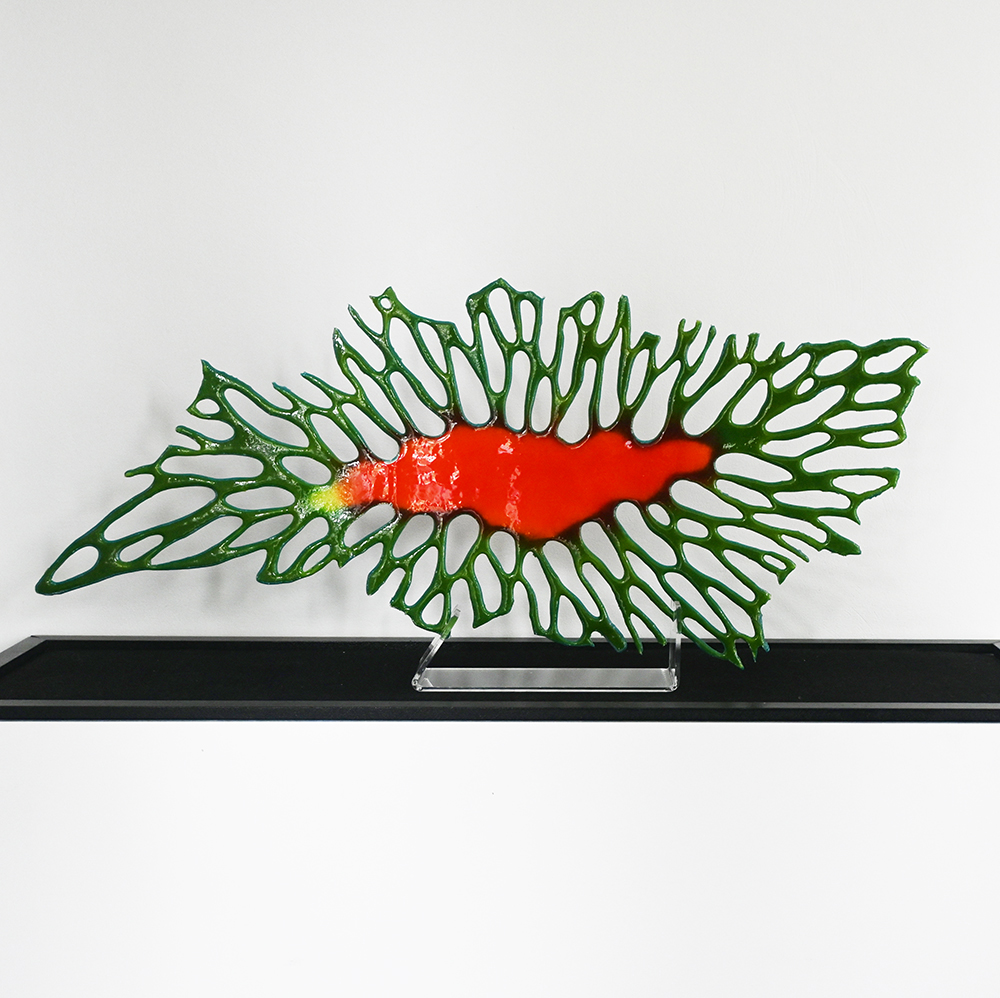
Koraalglas fusen
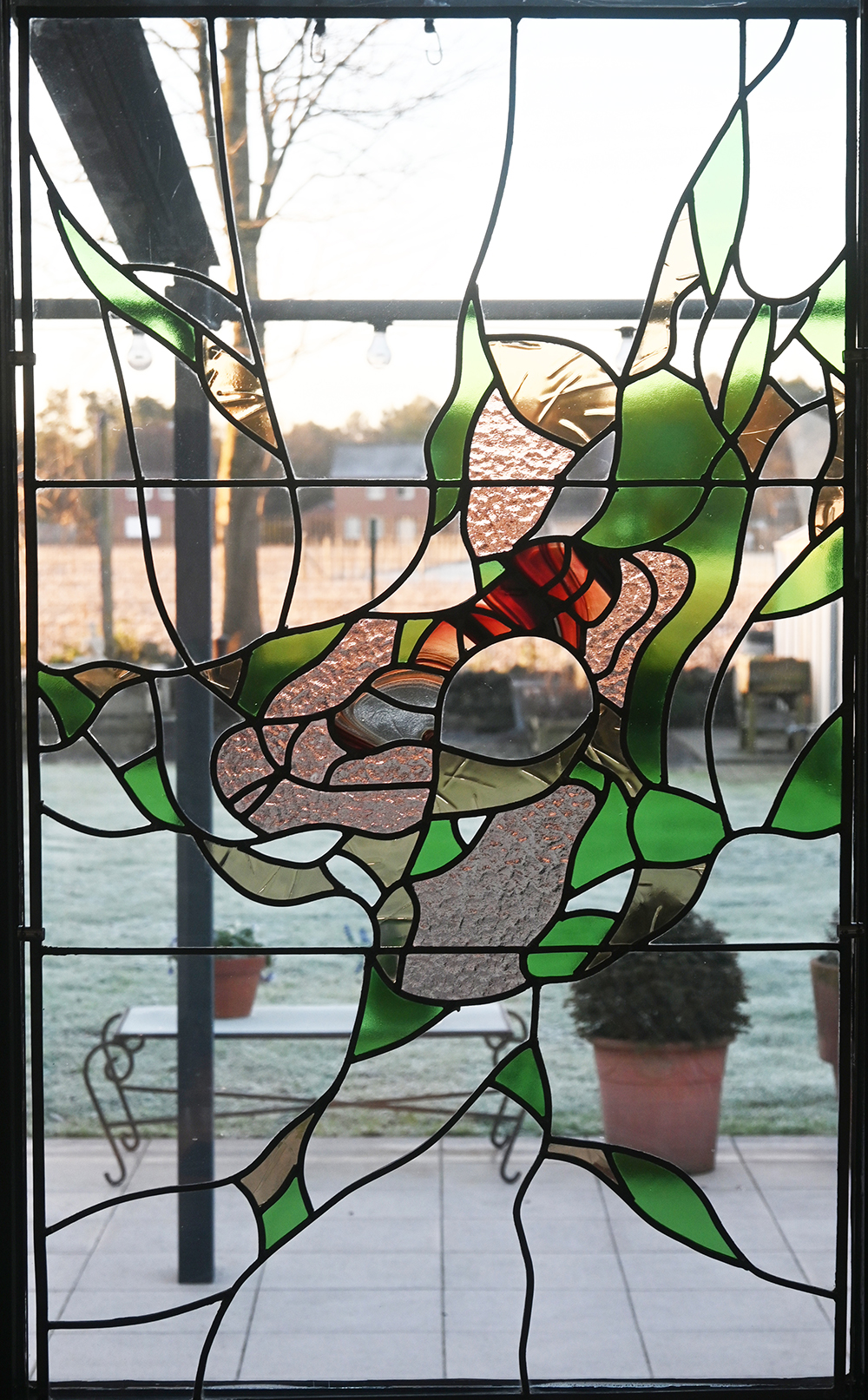
Glas in lood
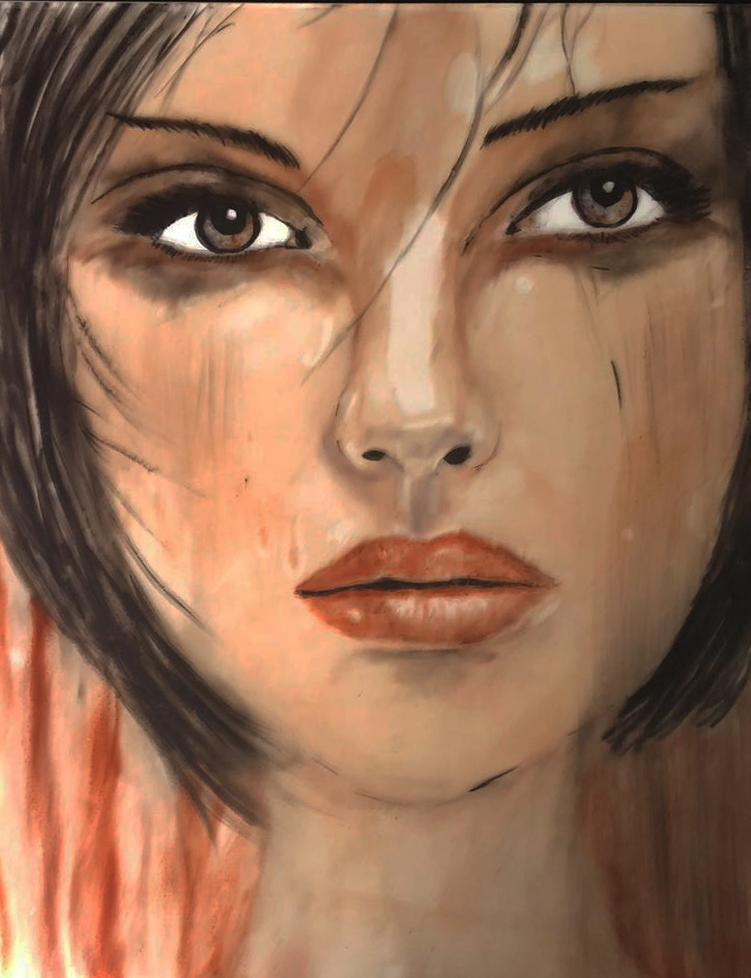
Brandschilderen
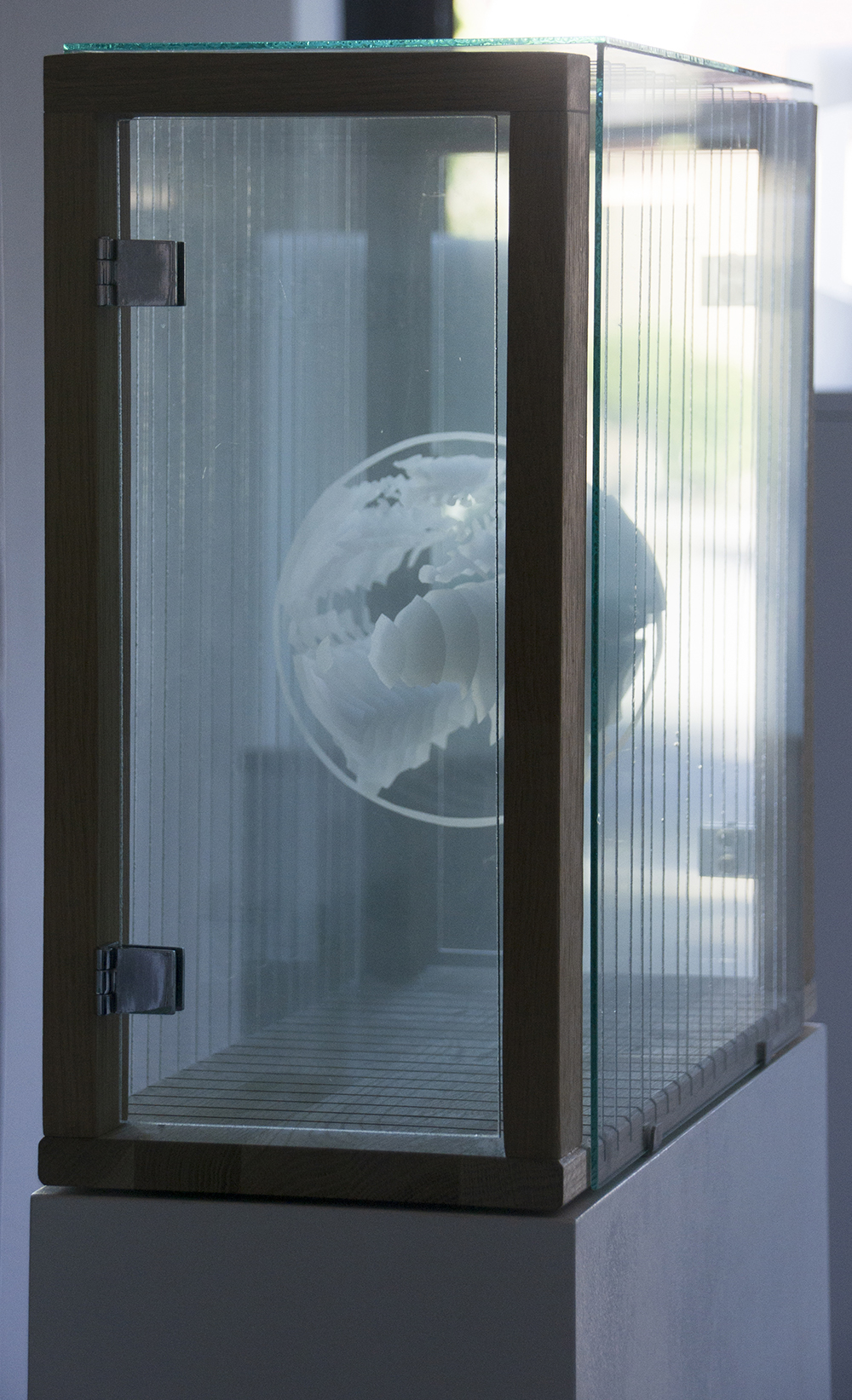
The world is beautiful...you only have to look, tentoongesteld in het KMSKA
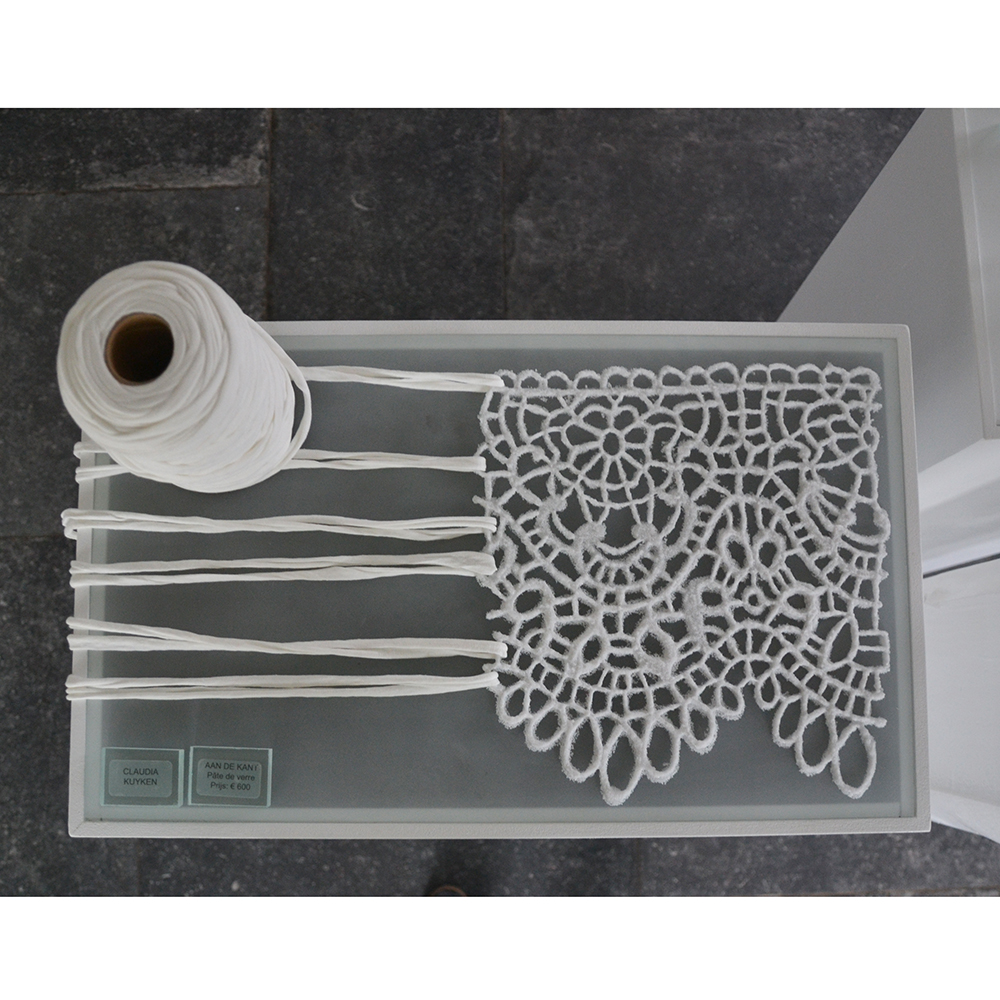
Glaskunst, pâte de verre
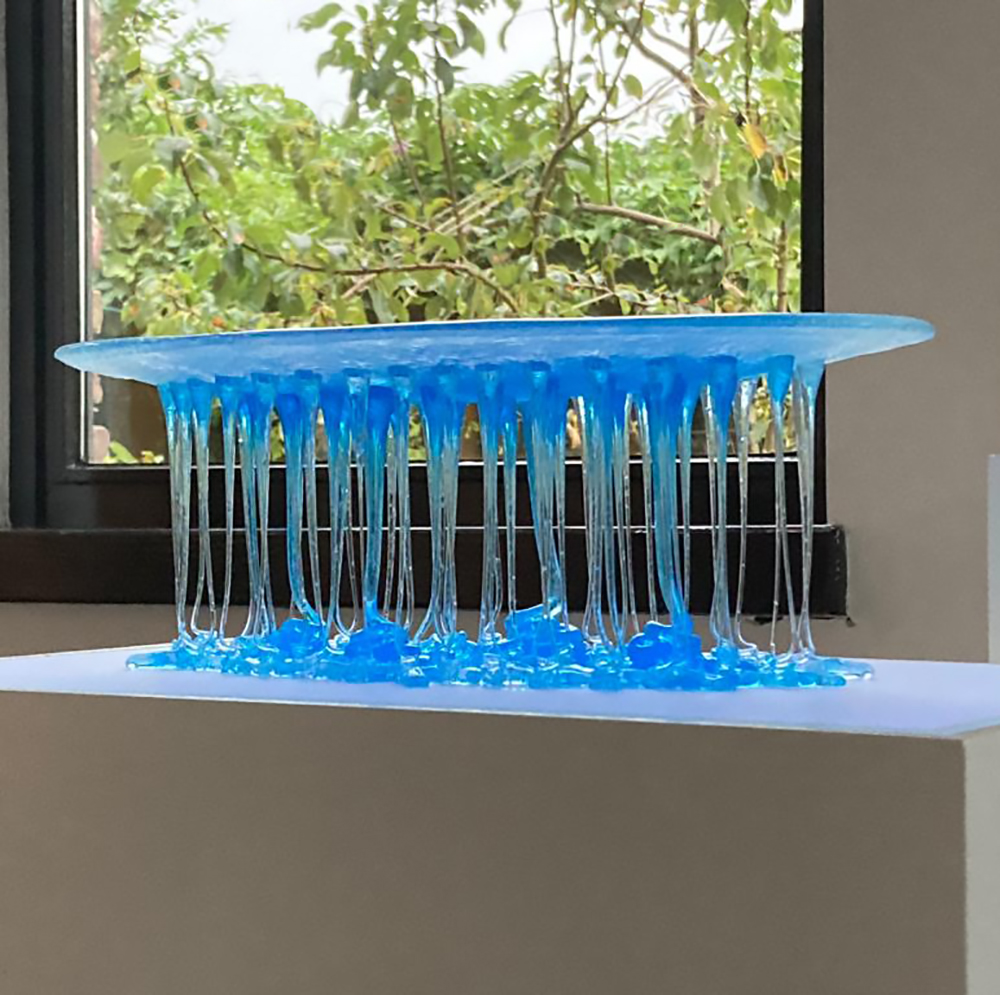
Glassculptuur Jellyfish
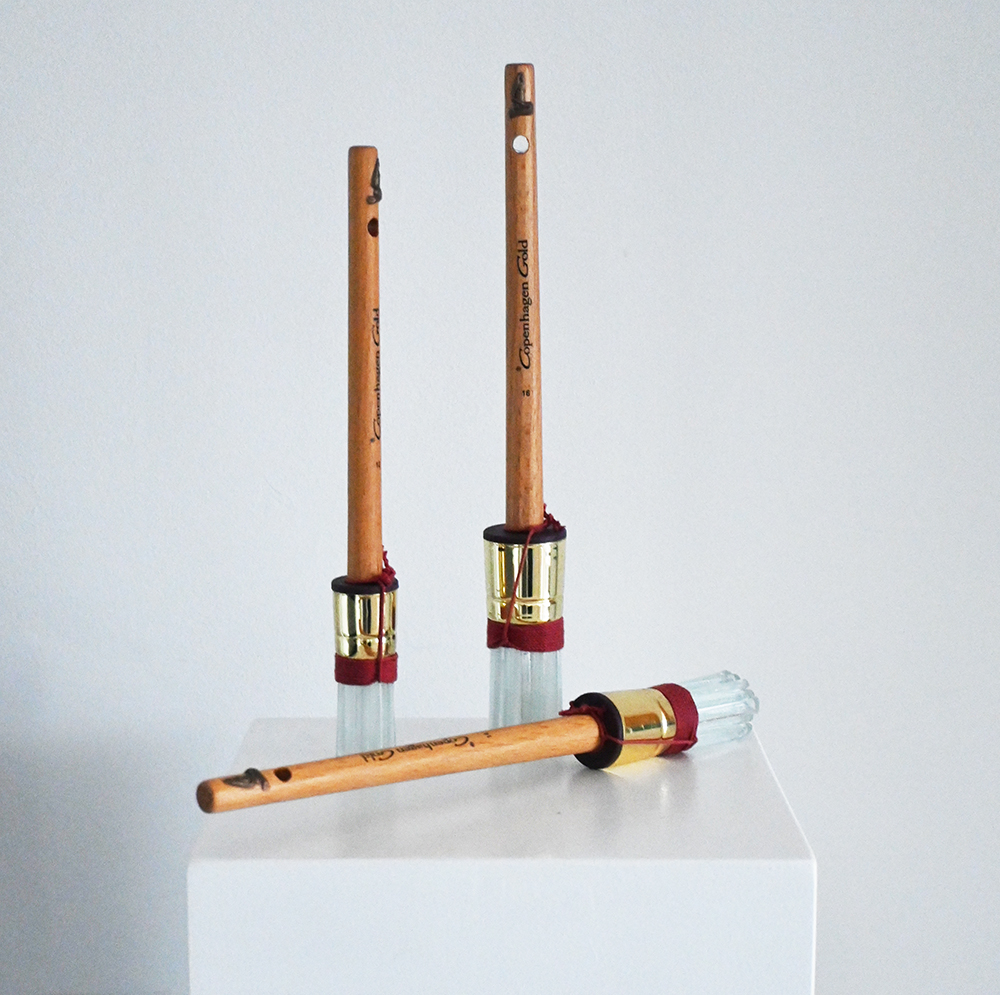
Glazen verfborstels
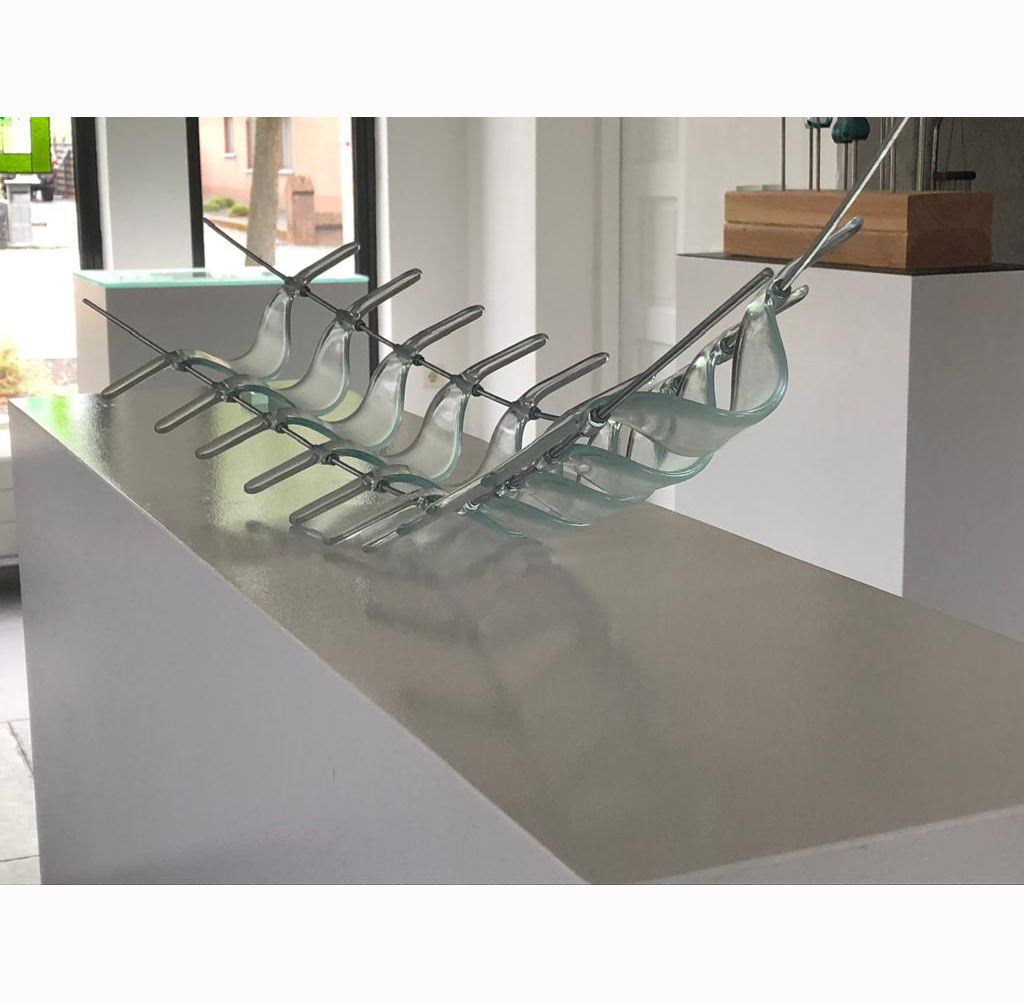
Glaskunst breken of buigen/fusen
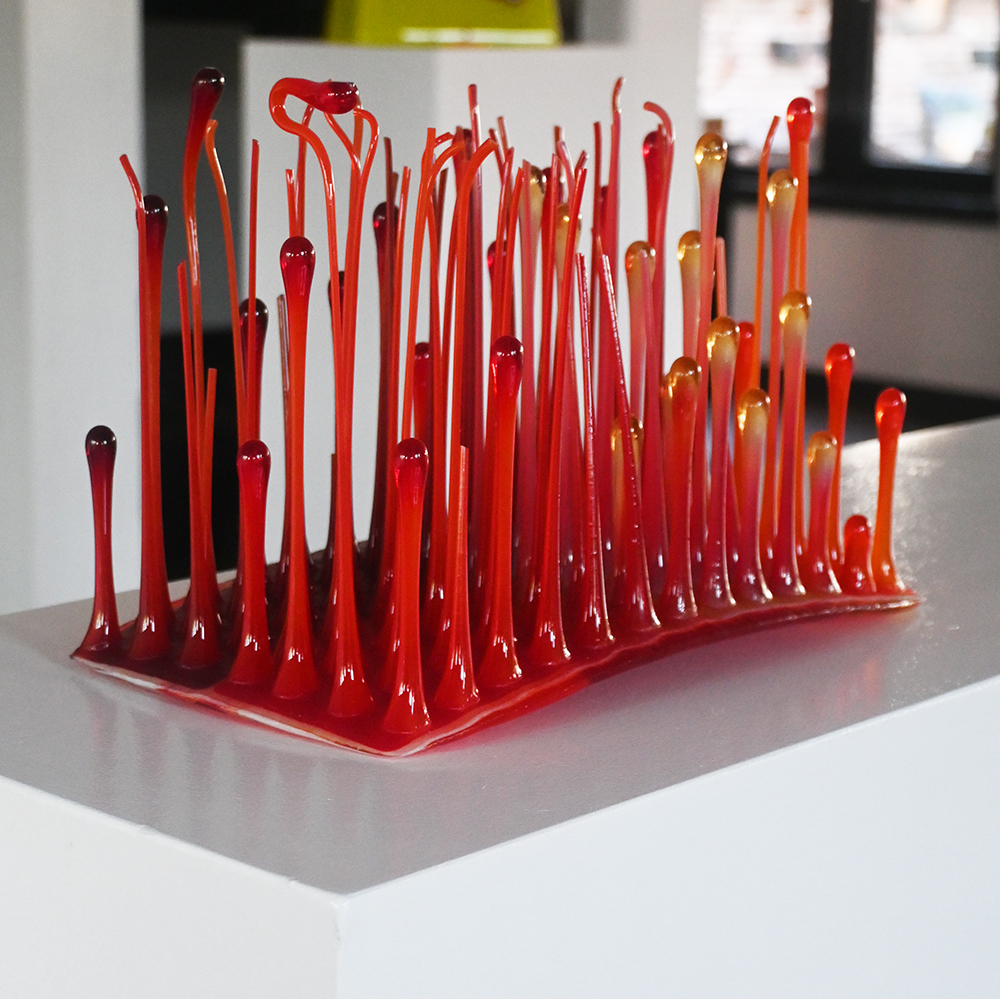
Glaskunst onderwaterwereld/fusen
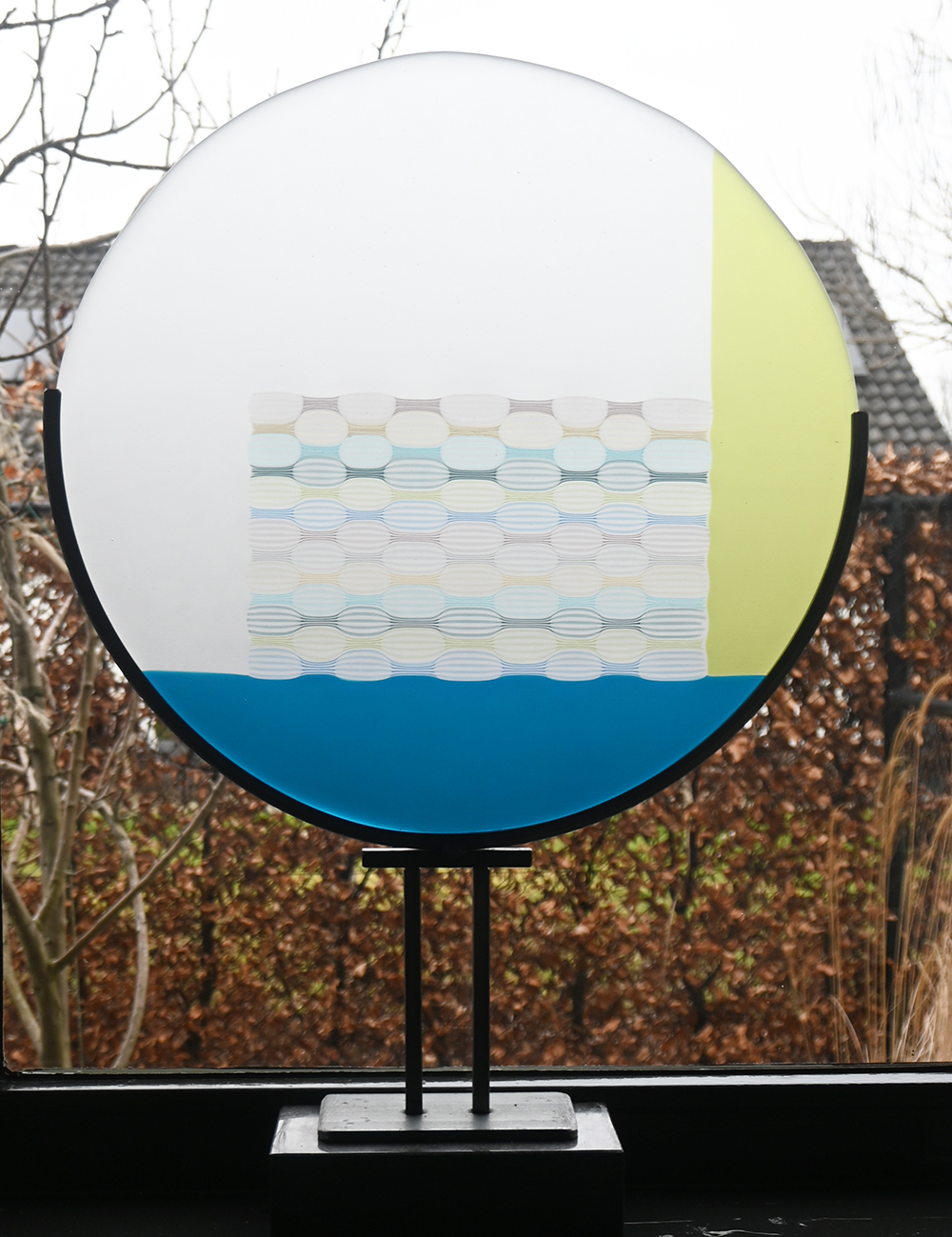
Zee, land en lucht glas/fusen
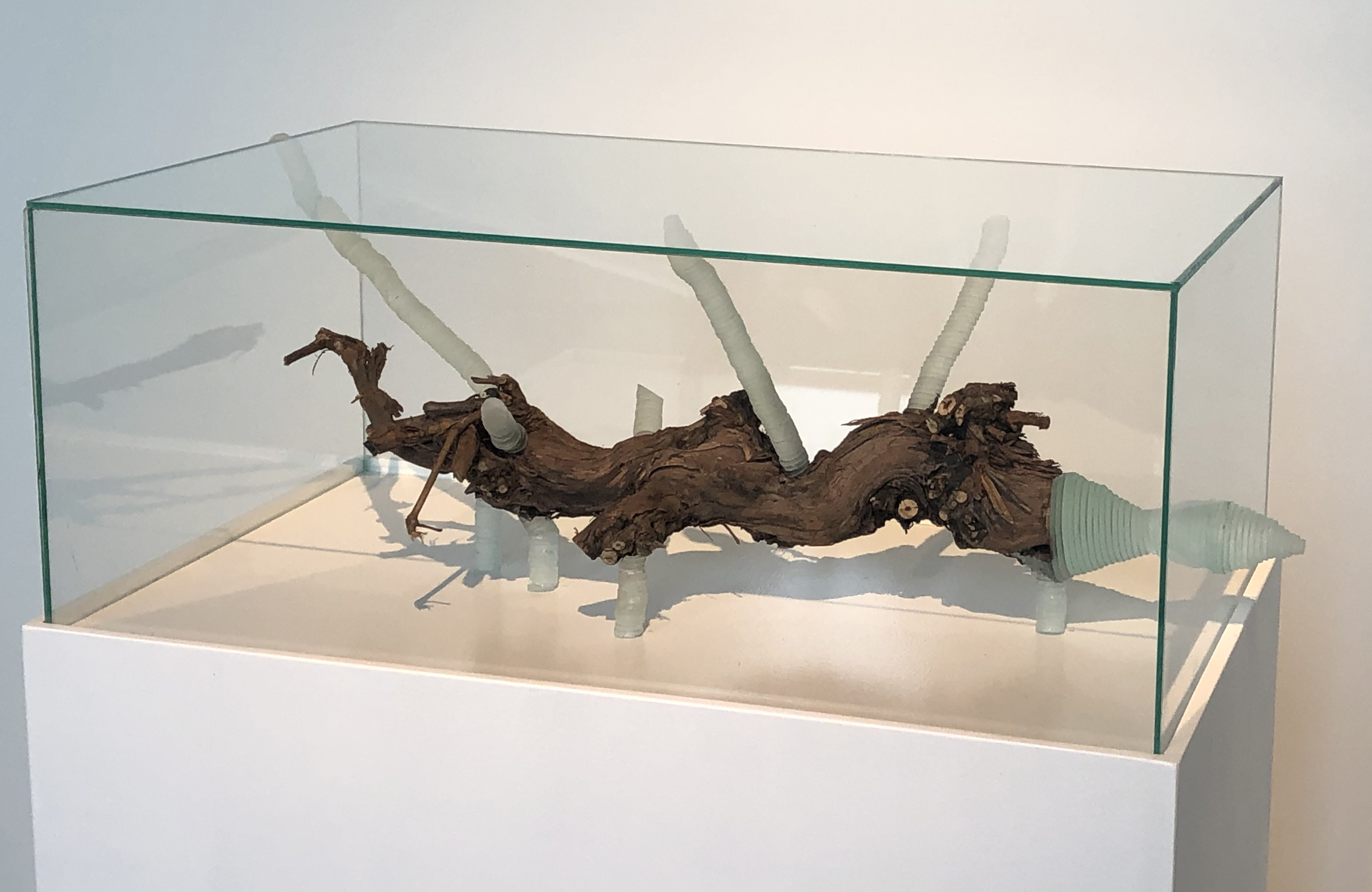
De natuur
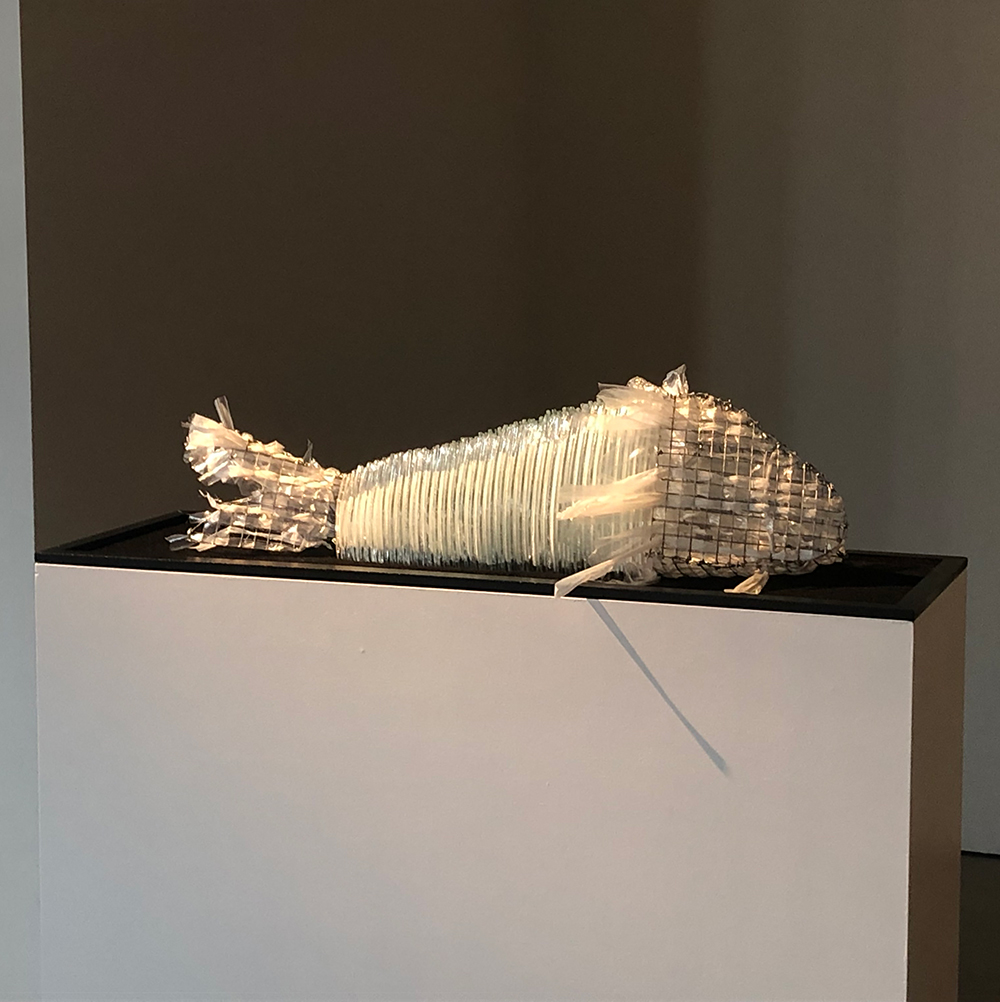
De bedreigde vis
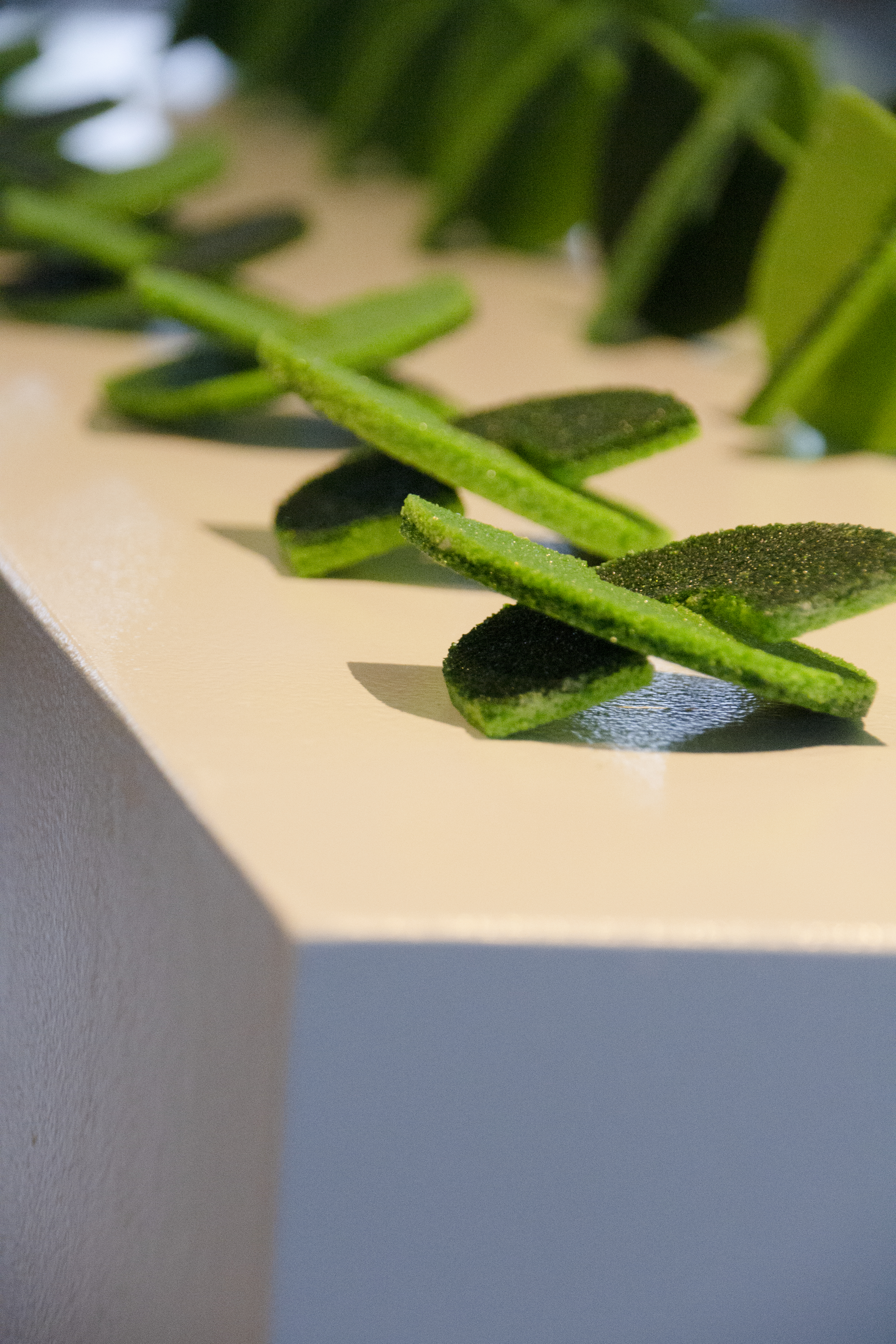
De ruggegraat, pâte de verre
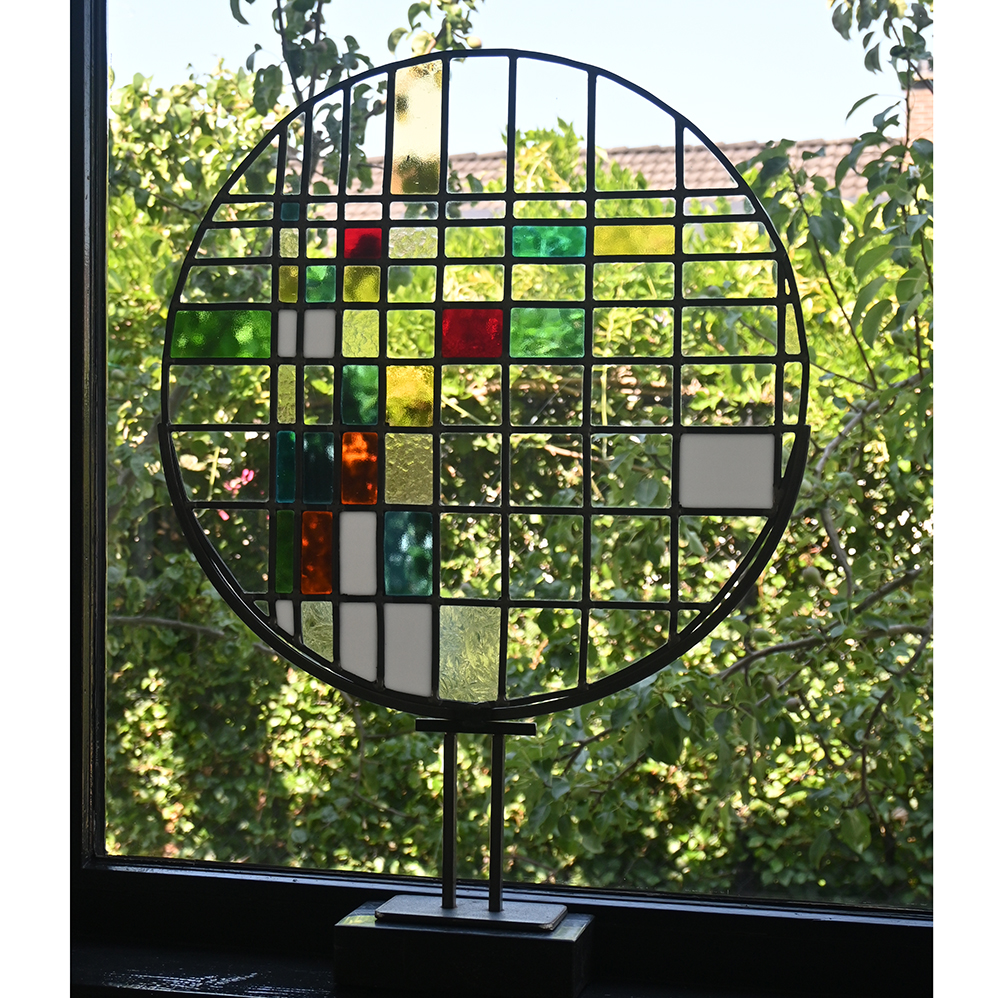
Glas in lood